# セコ・フォファナ
セコ・モハメド・フォファナ（Seko Fofana, 1995年5月7日 - ）は、フランス・パリ出身のコートジボワール人サッカー選手。スタッド・レンヌ所属。コートジボワール代表。ポジションはミッドフィールダー。

## 経歴

### クラブ
パリFC、FCロリアンのユースを経て、2013年にマンチェスター・シティFCのユースへ入団。2014年夏にチャンピオンシップ（2部）のフラムFCへ1年間のレンタル移籍し、リーグ戦21試合に出場。2015年3月15日のハダースフィールド・タウンFC戦ではリーグ戦初ゴールを記録。フラムではボックス・トゥ・ボックス型のMFとして評価を高めた。2015年7月29日、リーグ・アンのSCバスティアへ1年間のレンタル移籍。
2016年6月23日、セリエAのウディネーゼ・カルチョへ5年契約で完全移籍を果たした。
2020年8月18日、RCランスに移籍した。
2023年7月18日、アル・ナスルFCに移籍した。
2025年1月1日、スタッド・レンヌに移籍した。

### 代表
フランス代表として世代別代表を経験。しかし2017年4月にコートジボワールサッカー連盟よりコートジボワール代表を選択したことが発表された。
2017年11月11日に行われた2018W杯・アフリカ予選のモロッコ戦にてコートジボワール代表デビューを果たした。

## タイトル

### クラブ
アル・ナスルFC
- アラブ・クラブ・チャンピオンズカップ：1回 (2023)